# Cyphalonotus benoiti
Cyphalonotus benoiti là một loài nhện trong họ Araneidae.
Loài này thuộc chi Cyphalonotus. Cyphalonotus benoiti được miêu tả năm 1965 bởi Archer.